# Стрелац (филм из 2021)
Стрелац (енгл. The Marksman) је амерички акциони трилер филм из 2021. године у режији Роберта Лоренза. Сценарио потписују Роберт Лоренз, Крис Чарлс и Дени Кравиц, док су продуценти филма Тај Данкан, Марк Вилијамс, Ворен Гоз, Ерик Голд и Роберт Лоренз. Музику је компоновао Шон Калери.
Насловну улогу тумачи Лијам Нисон као ранчер и бивши маринац Џим Хенсон, док су у осталим улогама Кетрин Виник, Хуан Пабло Раба, Тереса Руиз и Џо Перез. Светска премијера филма је била одржана 15. јануара 2021. у Сједињеним Америчким Државама.
Буџет филма је износио 23 000 000 долара, а зарада од филма је 22 600 000 долара.

## Радња
Бивши снајпериста Маринског корпуса Сједињених Држава и ветеран из Вијетнамског рата Џим Хенсон, који се одао алкохолу након што му је супруга преминула од рака, живи на свом ранчу дуж границе између Аризоне и Мексика, пријављујући покушаје илегалног преласка границе. Једног дана, патролирајући, он сретне Росу и њеног сина Мигела, држављане Мексика који су у бекству од мексичког нарко-картела.
Хенсон позове пограничну патролу по њих пре него што види да припадници картела стижу. Он прекине позив и бива увучен у пуцњаву са картелом који предводи Маурисио. Хенсон запуца и убије Маурисијевог брата; Росу смртно рани један од припадника картела. Пре него што премине, она да Хенсону парче папира на којем се налази адреса њене родбине у Чикагу. Хенсон невољно пристане да одведе Мигела њеној родбини у Чикаго.
Погранична патрола се појави након њене смрти и приведе Мигела. Један од припадника картела уђе унутра и тврди да је он Мигелов рођак. Игром случаја Хенсон види њихов аутомобил тамо и кришом изведе Мигела напоље да би се упутили ка Чикагу.
Припадници картела уз помоћ лажних пасоша уђу у Америку како би пратили Хенсона и Мигела. Корумпирани погранични полицајац види њихове гангстерске тетоваже, препозна да су пасоши лажни, а ипак их пусти да уђу у земљу.
Након што Хенсон употреби своју кредитну картицу да оправи свој камионет, Маурисио лоцира двојац на Рути 66 у Оклахоми. Корумпирани полицајац крене за Хенсоном и Мигелом и заустави их након што сазнају где се они налазе. Полицајац заповеди Хенсону да уђе у полицијско возило док он "оде да поразговара са дечаком". Полицајац узме Хенсонову возачку дозволу и кључеве и претресе пикап, али се уопште не обрати Мигелу. Схвативши да је полицајац корумпиран, Хенсон побегне из полицијског аутомобила, савлада полицајца и узме натраг своје кључеве. Недуго потом Маурисио и остатак картела стигну до корумпираног полицајца и погубе га док Хенсон и Мигел посматрају из даљине.
Хенсон и Мигел наставе да путују даље на север. Упркос Хенсоновом личном недостатку вере, они сврате до једне цркве да би Мигел могао да се помоли за душу своје мајке Росе. Док одседају у мотелу, Хенсон подмити рецепционара да не региструје њега и Мигела као госте пре него што се картел појави, а током бекства они убију Хенсоновог пса Џексона.
Закрпа на хладњаку камионета откаже док покушавају да побегну од картела, те су принуђени да се зауставе. Коначно Маурисио и његови људи стигну до Хенсона, те долази до ватреног окршаја на оближњој фарми. Хенсон успева да снајперском пушком убије тројицу припадника картела, али се Маурисио дочепа Мигела.
Након обрачуна у којем је Хенсон убоден, он успева да савлада Маурисија и остави га са једним метком у његовом пиштољу уз избор да се убије или да се врати кући у Мексико. Док Хенсон и Мигел напуштају фарму, они чују пуцањ из пиштоља, што значи да је Маурисио изабрао да изврши самоубиство.
Двојац коначно стигне до Мигелове родбине у Чикагу, а филм се заврши Хенсоновим уласком у аутобус, где исцрпљен склопи очи.

## Улоге
| Глумац          | Улога          |
| --------------- | -------------- |
| Лијам Нисон     | Џим Хенсон     |
| Кетрин Виник    | Сара Пенингтон |
| Хуан Пабло Раба | Маурисио       |
| Тереса Руиз     | Роса           |
| Џо Перез        | Мигел          |